# Arbois
Arbois [arboa] je francouzská obec v departementu Jura v regionu Franche-Comté. V roce 2011 zde žilo 3 547 obyvatel. Je centrem kantonu Arbois.

## Vývoj počtu obyvatel
Počet obyvatel 